# Argyranthemum escarrei
Argyranthemum escarrei là một loài thực vật có hoa trong họ Cúc. Loài này được (Svent.) Humphries mô tả khoa học đầu tiên năm 1976.